# Raúl Isiordia
Raúl Isiordia Ayón (Tepic, Nayarit; 22 de diciembre de 1952) es un exfutbolista mexicano de la década de 1970 e inicios de 1980.

## Trayectoria
Vistió la camiseta del Atlético Español, Club Jalisco, el Monterrey, los Tecos de la UAG,y Coyotes Neza durante su carrera.
Después de que se retiró de jugar, Isiordia se convirtió en el presidente de su club natal, Coras de Tepic de 1996 a 1999.

## Participaciones en Copas del Mundo
| Mundial                        | Sede      | Resultado    |
| ------------------------------ | --------- | ------------ |
| Copa Mundial de Fútbol de 1978 | Argentina | Primera fase |

## Clubes
- Coras de Tepic (1971-1972)
- Atlético Español (1972-1978)
- Club de Fútbol Monterrey (1978-1980)
- Tecos Fútbol Club (1980-1982)
- Tigres de la UANL (1982-1983)
- Club Deportivo Coyotes Neza (1983-1985)

## Palmarés

### Títulos internacionales
| Título                           | Equipo           | País    | Año  |
| -------------------------------- | ---------------- | ------- | ---- |
| Copa de Campeones de la Concacaf | Atlético Español | Surinam | 1975 |